# Rodrigón

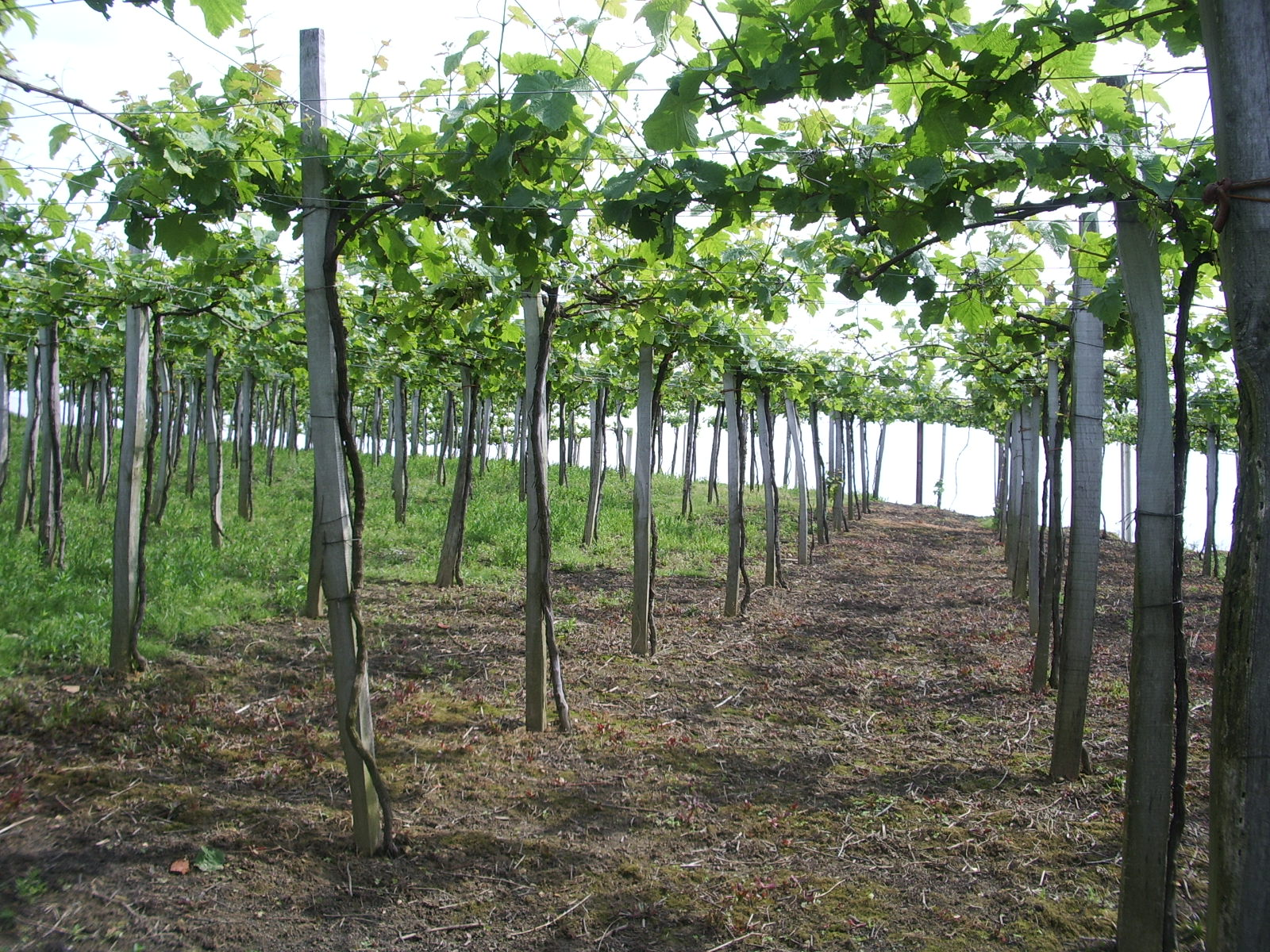
Parras apoyadas en rodrigones

Rodrigón es el palo que se clava en la tierra para que sirva de punto de apoyo ya a una vid alta o parra, ya mediana, parrón o parral, ya baja o cepa. 
La longitud es relativa al uso de los rodrigones, variando desde 10 a 3 pies. Los usados para las parras y parrales están clavados constantemente en tierra hasta que, por pudrirse, hay que renovarlos; los de las cepas se quitan y ponen todos los años. Cuanto más dura y menos porosa es la madera, tanto mejores son los varales, cual sucede con los que se sacan del tronco de los robles y de los castaños; sin embargo, es preciso combinar la economía con la calidad y esto dependerá de las circunstancias locales. Se les harán dos puntas para cambiar los extremos cuando el uno se pudra; todos deben descortezarse y estar muy secos; carbonizar las puntas sería largo, engorroso y poco equitativo cuando hay que emplear muchos. 
Para clavar los rodrigones de las parras y parrales se abren agujeros proporcionados, se introducen aquellos y se aprieta la tierra para asegurarlos. Los de las cepas se clavan a mano; solo se usan en las localidades muy húmedas, para evitar que los racimos y tallos se pudran por estar apoyados en una tierra encharcada.